# مطار بلباو
مطار بلباو الدولي (إياتا: BIO، إيكاو: LEBB) هو مطار يخدم مدينة بلباو في إسبانيا.

## شركات الطيران والوجهات
| شركـات طيـران                   | الوجهات |
| ------------------------------- | --- |
| طيران إيجيان                    | مطار أثينا الدولي |
| أير لينغس                       | مطار دبلن الدولي |
| العربية للطيران                 | مطار طنجة ابن بطوطة الدولي |
| إير كايرو                       | مطار الغردقة الدولي، مطار الأقصر الدولي |
| طيران أوروبا                    | مطار لانزاروت، مطار مدريد باراخاس الدولي، مطار ميورقة، مطار تينيريفي الشمالي موسمي: مطار إيبيزا، Menorca |
| الخطوط الجوية الفرنسية          | مطار باريس شارل ديغول |
| طيران البلطيق                   | موسمي: مطار ريغا الدولي |
| Azores Airlines                 | موسمي: Ponta Delgada (تبدأ في 1 يوليو 2023) |
| خطوط بروكسل الجوية              | مطار بروكسل الدولي |
| إيزي جيت                        | مطار لشبونة، مطار غاتويك، مطار مانشستر موسمي: مطار بريستول، مطار جنيف الدولي، مطار مالبينسا |
| إديلويس إير                     | مطار زيورخ الدولي |
| يورو وينجز                      | مطار دوسلدورف الدولي، مطار هامبورغ، مطار شتوتغارت الدولي |
| أيبيريا (شركة طيران)            | مطار مدريد باراخاس الدولي، Santiago de Compostela ‏، مطار بلنسية، Vigo موسمي: مطار كريستيانو رونالدو |
| الخطوط الجوية الملكية الهولندية | مطار سخيبول أمستردام |
| لوفتهانزا                       | مطار فرانكفورت، مطار ميونخ الدولي |
| آير شاتل النرويجية              | موسمي: مطار أوسلو-غاردرموين |
| تاب برتغال                      | مطار لشبونة |
| ترانسافيا                       | مطار آيندهوفن |
| الخطوط الجوية التركية           | مطار إسطنبول الدولي |
| فولوتيا                         | مطار قرجيطة، مطار أليكانتي، مطار مالقة الدولي، مطار ميورقة، مطار إشبيلية، مطار بلنسية، مطار البندقية ماركو بولو موسمي: مطار أثينا الدولي، Cagliari، Castellón، مطار فارو، Florence، مطار غران كناريا (تبدأ في 10 أكتوبر 2023)، مطار إيبيزا، مطار ليون سانت إكسوبيري (تبدأ في 7 سبتمبر 2023)، مطار مراكش المنارة الدولي، Menorca، Olbia، مطار نابولي، مطار بورتو الدولي، مطار ليوناردو دا فينشي، مطار سانتوريني (ثيرا) الوطني، مطار تينيريفي الجنوبي (تبدأ في 11 أكتوبر 2023) |
| خطوط فيولينغ الجوية             | مطار أليكانتي، مطار سخيبول أمستردام، مطار برشلونة الدولي، مطار كوبنهاغن، Fuerteventura، Granada، مطار غران كناريا، مطار إيبيزا، مطار لانزاروت، مطار لشبونة، مطار غاتويك، مطار مالقة الدولي، مطار ميورقة، Menorca، مطار باريس شارل ديغول، مطار بورتو الدولي، Santiago de Compostela ‏، مطار إشبيلية، مطار تينيريفي الشمالي، مطار بلنسية موسمي: Almería، مطار بروكسل الدولي (تبدأ في 3 يوليو 2023)، مطار فارو (تبدأ في 2 يوليو 2023)، Florence، مطار هامبورغ (تبدأ في 2 يوليو 2023)، مطار خيريز، مطار لا بالما، مطار مالطا الدولي، مطار مراكش المنارة الدولي، مطار مالبينسا، مطار فاكلاف هافيل الدولي (تبدأ في 2 يوليو 2023)، مطار ليوناردو دا فينشي (تبدأ في 1 يوليو 2023)، مطار زيورخ الدولي (تبدأ في 1 يوليو 2023) |
| ويز للطيران                     | مطار فيينا الدولي، مطار وارسو فريدريك شوبان |